# Instalacje BIPV (Building Integrated Photovoltaics)
Instalacje BIPV (ang. Building Integrated Photovoltaics) – instalacje fotowoltaiczne zintegrowane ze strukturą budynku.
Koncepcja instalacji BIPV zakłada, że elementy budynków (np. pokrycia dachowe, szyby fasadowe, okna) zostaną wyposażone w elementy fotowoltaiczne. Zastosowanie instalacji BIPV obniża się końcowy koszt systemów fotowoltaicznych oraz podnosi efektywność energetyczną budynków.
Pokrewną koncepcją jest instalacja BAPV (ang. Building Applied Photovoltaics), która dotyczy wyposażania budynków już istniejących w systemy fotowoltaiczne.

## Historia
Początki instalacji modułów PV na budynkach sięgają lat 70. XX wieku. Moduły fotowoltaiczne oprawione w aluminiowe ramy były podłączane bądź montowane na budynkach znajdujących się w obszarze budowy, gdzie nie było dostępu do energii elektrycznej. W latach 80. XX wieku zaprezentowano pierwsze moduły montowane na dachach. Były one zwykle podłączane do zewnętrznej sieci elektroenergetycznej. Przyjmuje się, że w latach 90. powstało pojęcie BIPV, ponieważ w tym czasie rozpoczęła się komercjalizacja i stosowanie na większą skalę modułów PV w instalacjach budynków.

## Formy instalacji
Instalacje typu Building Integrated Photovoltaics istnieją w kilku formach :
- instalacje na płaskich dachach - jedne z najbardziej popularnych, polega na pokryciu powierzchni dachu cienkim filmem fotowoltaicznym (TFPV - thin-film solar cell) wobec czego powstaje cienkowarstwowe ogniwo słoneczne rozłożone równomiernie na całej powierzchni dachu,
- instalacje na pochyłych dachach - pokrycie dachówek cienkim filmem fotowoltaicznym,
- instalacje okienne, świetliki - zastosowanie półprzeźroczystych modułów fotowoltaicznych w powierzchni okien, świetlików lub w innych szklanych elementach,
- instalacje na elewacjach budynków - występujące zarówno jako moduły nieprzeźroczyste, jak i przeźroczyste.

Instalacje te oprócz wytwarzania energii elektrycznej pełnią rolę waloru estetycznego budynków, co jest dużym zadaniem dla architektów zajmujących się projektowaniem budynków znajdujących się w przestrzeni publicznej.

## Wady i zalety instalacji BIPV
Zalety:
- zasadniczą zaletą instalacji BIPV jak i samych ogniw fotowoltaicznych jest to, że dzięki nim dochodzi do bezpośredniej konwersji energii promieniowania słonecznego na energię elektryczną bez ubocznej emisji zanieczyszczeń do środowiska, hałasu lub innych czynników wywołujących niekorzystne zmiany w środowisku,
- systemy BIPV pozwalają na końcowe obniżenie kosztów instalacji fotowoltaicznej, a dodatkowo w wielu krajach wspierane są przez rząd dotacjami,
- redukują koszty instalacji niezależnych od budynku instalacji PV związanych m.in. z zakupem ziemi, pozwoleniem na wzniesienie, podłączeniem sieci energetycznej, kosztem przesyłu energii, budową fundamentów i konstrukcji wsporczych.

Wady:
- podstawową wadą jest wysoki koszt systemów PV, mimo iż w ciągu ostatnich lat znacznie się obniżył – około 70% w latach 2010-2017[2],

## Dotacje i ulgi rządowe
W niektórych krajach, głównie Europy Zachodniej i Stanach Zjednoczonych, wprowadzono dodatkowe zachęty i dotacje dla budynków z instalacjami BIPV oprócz standardowych dotacji związanych z wytwarzaniem zielonej energii elektrycznej. Od lipca 2006 roku Francja zaoferowała najwyższą dotację w wysokości 0,25 € za każdą wyprodukowaną kWh z instalacji BIPV stanowiących dodatek do standardowych 0,30 €/kWh wypłacanych za stosowanie systemów fotowoltaicznych.
Również w Niemczech w formie premii wypłacane jest 0,05 €/kWh, jedynie dla instalacji BIPV znajdujących się na fasadach budynków nie ma dodatkowych dotacji.
W Stanach Zjednoczonych rząd również dofinansowuje wszelkiego rodzaju instalacje z modułami fotowoltaicznymi, a wysokość tych dotacji uzależniona jest od stanu w jakim instalacja się znajduje.